# 3992 Вагнер
3992 Ва́гнер (3992 Wagner) — астероїд головного поясу, відкритий 29 вересня 1987 року.
Тіссеранів параметр щодо Юпітера — 3,217.
Названо на честь Ріхарда Вагнера (нім. Wilhelm Richard Wagner, 1813 — 1883) — німецького композитора-романтика, диригента, теоретика музики, письменника-публіциста.